# Рамболт, Кортни
Кортни Орвилл Рамболт (англ. Courtney Orville Rumbolt , 26 июля 1969, Лондон, Англия) — британский бобслеист, разгоняющий, выступавший за сборную Великобритании в 1990-х годах. Бронзовый призёр зимних Олимпийских игр 1998 года в Нагано.

## Биография
Кортни Рамболт родился 26 июля 1969 года в Лондоне. С юных лет увлёкся спортом, занимался лёгкой атлетикой, бегал спринт. На юношеском чемпионате мира 1988 года завоевал бронзовую медаль в эстафете 4×100 м, стремился принять участие в летних Олимпийских играх 1992 года в Барселоне, но не попал в финальный список вызванных на эти соревнования атлетов. С этого момента решил сменить профиль и в качестве разгоняющего присоединился к национальной команде по бобслею, где долгое время был членом ведущего четырёхместного экипажа Великобритании, возглавляемого пилотом Марком Таутом.
После того как Тоут в 1996 году был дисквалифицирован из-за употребления запрещённых веществ, Рамболт перешёл в команду Шона Олссона, вместе с ним поехал защищать честь страны на Олимпийские игры 1998 года в Нагано. Их четвёрке удалось добраться до третьего места и завоевать тем самым бронзовые медали, которые в итоге всё же пришлось разделить со сборной Франции, показавшей точно такое же время. С 1964 года это первая медаль Великобритании в бобслее, выигранная на Олимпийских играх.